# Chromacris trogon
Chromacris trogon är en insektsart som först beskrevs av Gerstaecker 1873.  Chromacris trogon ingår i släktet Chromacris och familjen Romaleidae.

## Underarter
Arten delas in i följande underarter:
- C. t. intermedia
- C. t. trogon